# Hirsutofilia

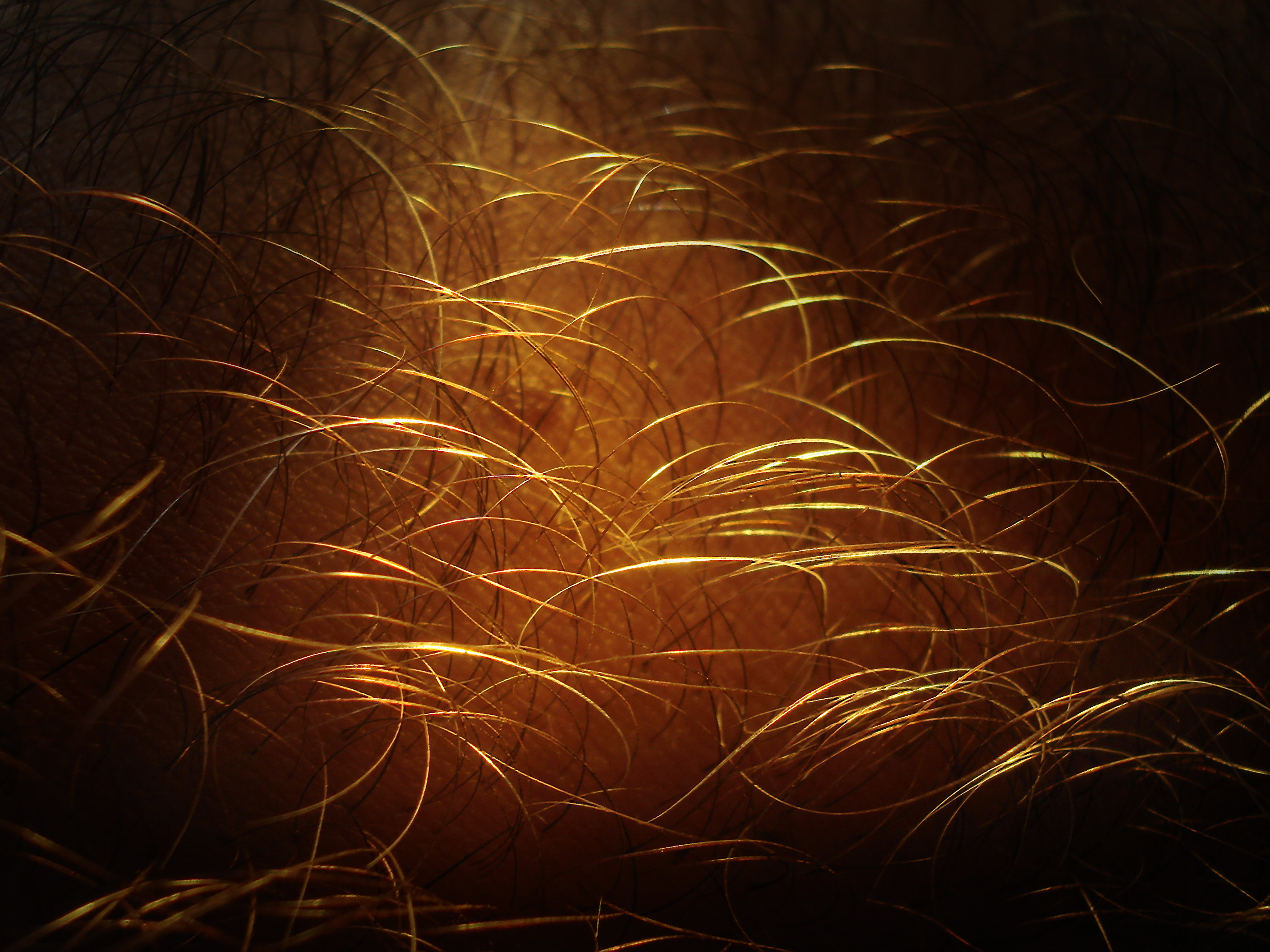
Imagem aproximada de pelos humanos.

Hirsutofilia (do latim hirsutus 'pelo áspero', e do grego φυλία 'amor') é a parafilia que se refere à atração por pelos androgênicos. O termo está relacionado a parafilias semelhantes que envolvem contato com pelos pubianos, ginelofilia, pubefilia e tricofilia.

## Tricofilia
Se denomina tricofilia (do grego "trica-" (τρίχα), que significa cabelo e "-filia" (φιλία), que significa amor) para parafilia ou fetichismo sexual em que você se sente atraído pelos cabelos. A tricofilia pode aparecer com diferentes focos de excitação, sendo o mais comum, mas não o único, o cabelo da cabeça humana. A tricofilia também envolve pelos faciais, pelos abdominais, pelos axilares, pelos pubianos, pelos peitorais e pelos de animais.

### Hirsutofilia
Hirsutofilia é uma prática sexual ou fetichismo que se refere à atração por pelos no corpo. A hirsutofilia é uma variante do tricofilia, voltada exclusivamente para a atração pelo contato com o pelo androgênico ou com os pelos do corpo. Segundo alguns autores, refere-se apenas à atração por pelos axilares.
O pelo do corpo ou pelo androgênico tem como principal função receber sinais do exterior, transmitindo à pele os impulsos nervosos ativados pelo contato com o mesmo. Não se sabe se os pelos pubianos têm uma função específica, mas as teorias aceitas afirmam que ele pode ter três funções principais. De acordo com estes, o pelo pubiano tem a função de proteger a pele no processo copulatório; Outras teorias indicam que ele funciona como um indicador que dá o sinal de que o corpo evoluiu para atingir a maturidade sexual. De acordo com o zoólogo Desmond Morris, devido à sua capacidade de absorver o suor, o pelo funciona como uma armadilha de aromas, que está relacionada a feromônios e atração sexual.

### Pubefilia
A pubefilia ou ginelofilia refere-se à atração por pelos pubianos. A presença de diferentes padrões no barbear da área pode influenciar a atração pelos mesmos.
O pelo pubiano, como o cabelo, representa um poderoso significado sexual na cultura ocidental moderna. Em uma pesquisa com um grupo de homens e mulheres britânicos, foi respondido que 65% dos homens preferiam a presença de pelos pubianos em seu parceiro sexual; enquanto 80% das mulheres declararam que consideravam seus pelos pubianos como uma "arma sexual".